# Сисак
Сисак је град у Хрватској и административни центар Сисачко-мославачке жупаније. Према резултатима пописа из 2021. у граду је живело 40.121 становника, а у самом насељу је живело 27.859 становника. Налази се на ушћу Купе у Саву и Одре у Купу, 57 км југоисточно од Загреба.
Сисак је један од ретких градова код којих уз континуитет трајања насеља можемо пратити и континуитет његовог назива: Сегеста, Сегестика (у време када су град насељавали Јаподи), Сисција (за време Римског царства), Сисцијум у раном средњем веку, Sissek, Sziszek (мађарско име у доба Аустроугарске), па све до данашњег назива Сисак.

## Клима
- Средња годишња температура: 10,6 °C
- Годишњи просек релативне влажности: 80%
- Магла: 82 дана годишње

Град Сисак сместио се на утоку реке Одре у Купу и Купе у Саву, у плодном и често мочварном подручју Панонске низије, обележеном умереном континенталном климом. Кроз историју град се развијао уз Купу, час са њене десне, а час са леве стране. Развоју града посебно је допринела чињеница да су Сава и Купа пловне управо до Сиска, што је подстакло привредни развој и трговину.

## Име
Сисак је кроз своју историју променио више имена, но — након илирско-келтске Сегестике — сва су каснија имена утемељена на римском имену Сисција (лат. Siscia). Тако ће се у раном средњем веку град звати Siscium, а потом ће се појављивати разне графије које упућују на кајкавски облик имена града: Sissek, Sziszek, Sciteck, Zusek, Sziscium, Scutzuc, Zitech, Scuteck. На крају се појављује штокавски облик Sziszak и Сисак.

## Историја
Сисак спада међу најстарија насеља северозападне Хрватске, пошто се трагови његове урбане насељености могу пратити све до 4. века п. н. е. Ипак, већ и пре знакова урбаног насеља овај су крај обитавали људи, па су приликом археолошких истраживања нађени преисторијски остаци оруђа и фигура идола.

### Илири, Келти и Римљани
У 4. веку п. н. е. у ово подручје проваљују Келти из племена Сегестани (грч. Сегестанои) и мешају се са Илирским староседеоцима, а заједничком насељу дају своје име — Сегестика. Чини се да је овај град, смештен с десне обале Купе, тада био највећи град западног дела Панонске низине.
Римљани су у више наврата покушавали освојити Сегестику, но то им је пошло од руке тек 35. п. н. е., кад млади Октавијан, који ће постати римски цар Октавијан Август, након једномесечне опсаде, са војском од 12.000 људи, осваја келтско-илирски град, а са леве обале Купе оснива римски војни логор — Сисцију. Овај је логор убрзо добио статус града, а његова је географска чозиција допринела јачању војног, саобраћајног и управног значења тога урбаног центра, а посебно развоју трговине и занатства. Римска је Сисција имала луку на Купи, а од средине 3. века и ковницу новца који се користио на читавом подручју Римског царства (неколико је примерака новца кованог у Сисцији нађено чак у Палестини), пошто су га обично користиле војне јединице. Осим тога, уз обалу Купе биле су смештене и терме. Неки римски цареви (Костанца, Ветриније, Констанције) су у Сисцији ковали своје новце, а о чему сведочи натпис на њима Сис.
Археолошка истраживања са краја 20. и почетка 21. века донела су на видело и делове градских зидина, посебно њихов крајњи северни и јужни део. Из тога су раздобља познати планови многих грађевина које се налазе испод данашњег центра града, а у Градском музеју, као и у приватним збиркама Сишчана могу се наћи бројне кованице, геме и „римске цигле“, као и делови керамичких посуда.
У доба цара Диоклецијана, римска провинција Панонија подељена је 297. на четири дела, а Сисција постаје главним градом провинције Pannonia Savia (Савска Панонија).

### Хришћанство
Хришћанство се рано јавља у овом подручју. У Сисцији је већ крајем 3. века седиште епархије. Први нама познати епископ био је свети Квирин, који је био епископ од 284. до 303., а за време Диоклецијановог прогона хришћана ухваћен је и мучен. На концу је бачен у реку Сибарис (мађ. Gyöngyös) у данашњој Мађарској. Св. Квирин је заштитник града Сиска, а његов је благдан, 4. јуна, Дан града.
У 4. веку почео се умањивати сјај Сисције, а након пропасти Римског царства потпуно је запуштена. Доласком Хрвата у 7. веку град се поново буди и расте, а хрватски кнез Људевит Посавски овде столује почетком 10. века, утврђује град, и од 819. до 822. се бори против Франака.
Нема тачних података о тренутку кад је престала да постоји Сисачка епископија (мада никад није и званично укинута), међутим претпоставља се да је то било током 10. века, па 1094. оснивањем Загребачке бискупије Сисак постаје феудални посед загребачког бискупа, који га је потом, 1215, поклонио Загребачком каптолу. У време угарског краља Беле IV Сисак добија статус градске општине са градском управом и судом. Сисак се отада развија као трговиште и седиште жупаније, чијег је жупана Каптол бирао сваке године на дан св. Лаврентија.

### Борбе са Турцима
1591. године турски султан Мурат III именује Хасан-пашу Предојевића босанским беглербегом, а упади Турака према западу, па и према Сиску и Туропољу, све су чешћи. Након пада Бихаћа, Сисак долази у незавидну ситуацију. Ускоро су се Турци, њих око 12.000, почели окупљати код Петриње чије су зидине биле спаљене одлуком Хрватског сабора, а хришћанску војску, која се састојала од око 5.000 Хрвата, Немаца и Словенаца, предводе бан Тома Бакач Ердеду, војвода Рупрехт Егенберг и Андрија Ауершперг.
У сисачкој тврђави (данас се назива Стари град) која је већ раније изграђена уз помоћ грађевинског материјала из старе Сисције, налазило се свега 800 бранитеља које су предводили каноници Блаж Ђурак и Матија Финтић. 22. јуна 1593. одиграла се велика битка у којој је погинуо сам Хасан-паша Предојевић, као и велики део његове војске. Ова је битка била прекретница која је назначила заустављање турског продирања даље у Европу, а имала је и посебан психолошки утицај, јер је њоме по први пута након Крбавске битке постигнута равнотежа на хрватско-турској граници. Европу је убрзо обишао и штампани летак на којем је била приказана прва велика победа уједињених хришћанских снага средње Европе против турске војске, а војсковође хришћанске војске похвалили су папа Клемент VIII, немачки цар Рудолф II и шпански краљ Филип II.

### Урбани развој 18. и 19. века
Повлачењем Турака из тих крајева, почетком 18. века, престаје и дуготрајна стагнација у развоју града. Поново се отварају трговачки путеви, а град постаје све важнији као речна лука. Река Сава је између Загреба и Сиска до лета 1856. године била "исправљена", да су могли проћи први бродови. Управо ће речно бродарство постати његовим симболом. Сисак је био 1861. године повезан са Новим Садом и другим ближим местима на води. Дунавско паробродско друштво је имало два поласка брода за Сисак, средом и недељом.
У 18. и 19. веку град је подељен реком Купом, па се његов живот одвија у два одвојена насеља, која међусобно нису имала много веза. Са леве обале Купе наставља да се развија Цивилни Сисак (називан касније и Стари Сисак) који још увек припада Каптолу, а са десне обале реке расте Војни Сисак (називан и Нови Сисак или Пречки Сисак) који је био под управом Банске крајине. Године 1853. постоје два Сиска; у "цивилном" постоје три годишња вашара - 15. јула, 16. септембра и 19. новембра. Милитарски Сисак има само пијацу седмичну, четвртком.
На почетку овог раздобља Сисак је малено насеље, а становништво живи у дрвеним кућама типичног покупског стила градње, смештеним уз обалу Купе, која је први извор зараде, због луке, али и због сплаварења и риболова. Прва зидана грађевина, након зидања Старог града у 16. веку, сада је жупна црква св. Крижа, на месту где су некад завршавале јужне зидине старе Сисције и где је у римско доба био градски форум.
29. октобра 1838. године Каптол загребачки доноси документ којим Сисак постаје слободно трговиште са својим статутом, печатом и грбом. Већ од 1828. године Сисак има и своју урбанистичку систематизацију која почива на регулаторној основи града што ју је израдио архитект Иван Фистровић. Тај је план предвиђао наставак раста града према растеру улица које су у темељу почивале на организацији улица древне Сисције. Стога ће и остаци Сисције остати закопани испод каснијег града, а до сазнања о њима долазиће се постепено приликом каснијих грађевинских радова. Фистровићев план улица предвиђа четири уздужне улице (север-југ), које прате обалу Купе. Без обзира на њихове касније називе, који су се мењали са политичким променама, Сишчани их увек зову једноставно Прва, Друга, Трећа и Четврта улица (бројећи од Купе). Ове су четири улице међусобно повезане помоћу више попречних улица.
Уз обалу Купе почињу да расту житни магацини, као и остале трговачке зграде, које ће битно одредити изглед и данашњег града. Трговци су се међусобно такмичили, не изгледом својих кућа, него изгледом и квалитетом градње магацина, па су постали готово статусни симбол. Тек ће се након тога мислити на изградњу градских палата, а граде их опет имућни трговци који су у свему имали одлучујућу улогу у граду. Изградња телеграфа од Загреба до Сиска и даље, која је кренула 1855. године, још ће више погодовати трговачкој шпекулацији.
Први пароброд који је доспео до Сиска био је "Софија" 1838. године. У јесен 1856. године градио се калдрмисани прилаз из града ка реци Сави. Своју робу довозили су на лађама трговци храном из Баната, која се товарила у већим местима. Ту је била понуда пшенице: бачке, бечејске, бечкеречке, панчевачке...
Први дрвени мост на реци Купи изграђен је тек 1862. године, а кад је преоптерећен прометом дотрајао, заменио га је 1934. године зидани мост, који ће постати један од симбола града, а Сишчани ће га назвати Стари мост. У време кад је бетон већ био у широкој употреби, овај је мост изграђен од традиционалних сисачких материјала, камена и опеке, па се истиче својим складним облицима.
Године 1874. коначно су уједињени Цивилни и Војни Сисак под јединствену управу, а први градоначелник јединственог и отада слободног краљевског града био је угледни трговац Фрањо Ловрић. Кроз 25 година свога градоначелниковања постао је једно од најомиљенијих лица у граду, а Сисак је од трговачко-обртничког средишта успео да доведе до савременог изгледа и до контура које су у центру града и данас препознатљиве.
Почетком 1856. године утицајни трговци из Сиска су тражили градњу "гвозденог пута" (жељезнице) до њиховог места. Она је 1862. године изграђена и свечано отворена 19. септембра те године; била је то прва железничка пруга у Хрватској, која је повезивала Сисак (преко Загреба) и Зидани Мост, а речни и железнички саобраћај постају претпоставке снажног индустријског развоја града.

### Индустријски развој у 20. веку
Начином на који су се из угарских интереса развијале Мађарске железнице, Сисак је остао изван главних саобраћајних токова, што је ослабило позицију трговине, али и довело до већег развоја индустрије. Индустријска постројења, која су посебно никла после Првог светског рата, грађена су ван старог градског језгра, а посебно на Цапрагу, где се смешта постројење Шела, а у близини и оно за прераду гвожђа. Око њих су убрзо израсла и приградска насеља, која се начином изградње битно разликују од дотадашње слике Сиска.

### Други светски рат
Други светски рат није заобишао ни Сисак, где је 22. јуна 1941. основан и први партизански одред на подручју тадашње Југославије — Сисачки НОП одред.
Наши официри причали су у Јајцу 11. априла. 1941. године „да су у Хрватској имали губитака, јер је хрватско грађанство, нарочито у Сиску, одазивајући се Павелићевим упутствима из иностранства пуцало на војнике и официре Србе који нису хтели положити оружје“.
Током рата у Сиску су усташе основале концентрациони логор, као и Дечји логор у коме је убијено преко 2.000 деце.
У Сиску су за Србе и Јевреје повишене све државне таксе за 100%.
Око 600 Срба морало је по наређењу власти да напусти Сисак.
У Сиску Србима је забрањено кретање после 17 часова по подне.
Пред крај рата град су бомбардовали Савезници, посебно његова приградска насеља, железничку пругу и индустријска постројења која су готово у потпуности уништена. Немци су, приликом повлачења, намеравали срушити и Стари мост, али је неколико Сишчана омело тај њихов план.

### Послератни период
Након рата започела је убрзана обнова и индустријализација града, а главне гране остају металургијска, хемијска, прехрамбена и дрвна индустрија. Велику важност и даље има сисачка лука. У време Хрватског пролећа у Сиску је била изузетно жива политичка активност, пошто су у граду били моћни припадници обе стране. Већином су „пролећари“ били окупљени око Рафинерије и њене управе, а њихови противници око Железаре, што је одражавало и националну структуру запослених у тим предузећима.
У рату 90-их поново су дошла под удар индустријска постројења, посебно сисачка Рафинерија, али и стамбене зграде и цркве, а многи су Сишчани погинули и расељени. Срби су систематски убијани и протеривани.
У послератном периоду, кроз транзицију, присутност тешке индустрије у граду није олакшала транзицију, па су многи остали без посла. Посебно је за тај период карактеристичан случај Железаре и вишеструки покушаји њеног спашавања.

## Културна историја Срба у Сиску
Срби у Сиску оставили су у прошлости града спомен о себи кроз трговање и пренумерацију српских књига и листова. Доситеј Обрадовић књижевник и реформатор српски бавио се (у два лета) 1805. и 1806. године у Сиску. Чувену Вујићеву књигу о земљопису целога света, купили су у Петрињи 1825. године два месна велетрговца. Промућурна господа Емерик Георг Черњак и Јован Чепе знали су довољно ћирилицу. Још 1829. године пренумеранти српске књиге (ћириличне!) била су у Петрињи, два "Благородна господара". Били су то велики трговци Симеон Маливук и Василије Кавић из Сиска. Трговац из Сиска Симеон Миловук прибавља 1830. године у Петрињи, где је претплатнички пункт, један позоришни текст преведен на српски језик. Миловук је узео једну Поповићеву књигу и две године доцније. Српске народне песме које је скупио и објавио Вук Караџић наручио је у Загребу 1846. године и трговац Васо Котур, син Пава. Миланковићеву васпитно-просветну књигу узео је пред Мађарску буну (1847) у Карлштату (Карловцу) Мата Баркић из Сиска. За подизање споменика владици-песнику Лукијану Мушицком у Карловцу, септембра 1854. године Паво Котур је дао 50 ф. прилога. Племенити Котур је несебично помагао Србе и у Ријеци. Тамо је у Трговачко-поморској школи обезбедио православног свештеника да држи српској деци веронауку. Осим издатка за катихету (10 ф. месечно), он је дао 20 ф. дилетантском позоришту у оквиру српске читаонице у Ријеци. Читаоци претплатници новосадског књижевног часописа "Даница", били су 1861-1862. године становници Сиска: Петар Димовић и Вас Котур. Купио је тако 1868. године једну религиозну књигу месни трговац Васо Котур "са фамилијом". Књигу Вука Караџића о српским обичајима набавио је 1867. године Адам Ресановић стражмештер "слободнога и повлаштенога трговишта у Сиску". Књигу о Богумилима објављену на ћирилици 1867. године, узели су у руке Сисчани: Анте Полић, Васо Котур, Ђуро Козјак, Иван Дедовић и Иван Ткалчић свештеник. Одбору за постхумно издавање дела Вука Ст. Караџића, дао је 1872. године прилог од 100 ф. Паво Котур из Сиска. Исти Паво је још 1843. године постао чланом Матице српске (тада у Пешти), дајући чланарину од 40 ф. Вуков немачко-српски речник набавио је поред Котура, и грађанин Сиска, Антун Маљавец.
Србин из Сиска, трговац Василије Кавић кренуо је 1840. године са извозом хране. Спремао је 1841. године флоту од 25 лађа да терет са дрвима тзв. "дугама" спусти реком Дравом, све до Галца. Радио је за Марсељску трговачку кућу велики бизнис са дрветом за прављење буради. Почетком новембра те године посао је био успешно окончан. Српски политичар члан државног Совјета Раја Драмјановић, је између 1840-1842. године трговао у Сиску и Броду.
Срби у Сиску нису дуго имали своју достојну православну богомољу; годинама је деловао Одбор за градњу. Он се помиње 1885. године, а прошло је још десет година без помака. Године 1894. обратили су се српској јавности, чланови Одбора за градњу српске православне цркве у Сиску, Живко Пејаковић председник и Јован Селенић тајник (секретар). Тражили су они помоћ да се подигне храм у тој сиромашној српској средини. Ту је живело око 400 православаца, а који су живели бедно: до скоро не имадосмо нити гробља. Покојнике су преносили у 14 километара удаљене Петриње. Многи верници дуго нису били у цркви, нити слушали литургију - били на путу одрођавања. У то време је ту намештен један домобрански пук, у којем је било много православаца. То је био разлог више да Сисак што пре добије српску цркву. За градњу цркве било је потребно око 3.000 ф., а њихови прилози су били далеко мањи.
Почетком 20. века град Сисак са православним становништвом био је парохијска филијала при парохији Петрињи. Петрињски парох поп Родољуб Пајић (рукоп. 1888) долазио је по потреби у Сисак. У граду Сиску је народна основна школа коју похађају и српска деца из Цапрага и Галдова.

## Привреда
За развој Сиска и даље индустрија има велику улогу. Ту је ИНА Рафинерија нафте Сисак, потом некадашња Железара, која је раздељена у више мањих предузећа, као и друга индустријска постројења. Оваква важна улога индустрије у граду утицала је и на формирање школства, али и на смер целокупног развоја града.

### Велика предузећа
- ИНА Рафинерија нафте Сисак налази се у делу града који се зове Цапраг, уз десну обалу Купе, у близини њеног утока у Саву. Део је пословног система ИНА — Индустрија нафте, а годишње може прерадити око 4 милиона тона нафте. Данас прерађује између 2 и 2,5 милиона тона. Ова фабрика користи изузетно повољан геостратешки положај Сиска са његовим добрим транспортним путевима, пловним рекама и нафтоводом. Првих година 21. века воде се интензивни преговори између града и Рафинерије о заштити околине, а посебно о смањењу загађења ваздуха.
- Некадашњи Индустријски комбинат „Жељезара Сисак“ раздељен је током транзиције и приватизације на више металуршких предузећа, међу њима су:
  - Ваљаоница цијеви Сисак
  - Металинг, који се бави производњом и монтажом челичних конструкција
  - Фелис, ваљаоница челичних одљевака
- Творница алкохолних и безалкохолних пића „Сегестица“ основана је 1918, а смештена је уз саму железничку станицу и у близини купске луке.
- Фирма „Хербос“ основана је 1946. ради производње винске киселине, но 1953. под именом „Радоња — творница хемијских производа“ почиње производњу за заштиту биља. Од 1993. предузеће се зове „Хербос“, а од 1998. бави се и производњом материјала за градитељство.
- Термоелектрана Сисак налази се на подручју Чрет, на десној обали Саве, 4 км низводно од урбаног подручја Сиска. То је кондензацијска термоелектрана са два блока укупне снаге 420 MW, а ради на тешко лож уље и плин. Производи електричну енергију и технолошку пару. Први је агрегат изграђен 1970, а други 1976.
- Млин и пекаре „Људевит Посавски“ је предузеће основано 1967. под називом „5. мај“, а од 1994. носи данашње име. Силоси у власништву овог предузећа су капацитета око 30.000 тона жита. Осим складиштењем жита, предузеће се бави и производњом брашна, финалних пекарских производа и њиховом продајом. Силоси и млин налазе се у близини железничке станице и купске луке.
- „Дунавски лојд“ највећи је хрватски речни бродар, а седиште му је уз сисачку луку на Купи. Бави се превозом робе европским рекама.

### Пословне зоне
Од краја 2005. године у граду делује и предузеће у власништву града „Пословне зоне“, чија је сврха да осигурају претпоставке за развој привреде и предузетништва и створе базу за стратешко планирање развоја Сиска. Две пословне зоне које тренутно делују смештене су уз излаз из града према Загребу (Комунална зона), и уз заобилазницу (зона Танина Горички). Град планира оснивање још три специјализоване зоне: Јужну индустријску зону на простору Железаре, Новог Праћна и Црнца; Зону Барутана; и Зону Ступно.
Ипак, упркос наизглед високој индустријализацији и великим могућностима, незапосленост је у граду висока, па према подацима Хрватског завода за запошљавање од јануара 2006. у граду има 5.768 незапослених.

### Туризам
Крајем 20. века и почетком 21. века у Сиску се све више развија и туризам, посебно захваљујући заштићеном мочварном подручју Лоњског поља, раритетној руралној дрвеној архитектури, сисачком Старом граду, и привлачном средишту града уз обалу Купе и археолошком парку „Сисција“. Овде треба споменути и ловни туризам у околним шумама. Ипак, туристичка делатност је још увек недовољно развијена и не користи све могућности које јој се пружају. Највећи проблем је недостатак смештајних капацитета.

## Становништво
У годинама појачаног индустријског развоја, од краја Првог светског рата, па до 1931. број становника града више је него удвостручен, па је порастао са 4.000 на чак 11.000 становника. Подручје града Сиска, према попису становништва из 2001. (подаци Државног завода за статистику ), има 52.236 становника, од чега на ужем подручју града живи 36.785. Према истом попису средња је старост становништва била 40,4 године, индекс старења 104,5, а коефицијент старости 22,7.

### Попис 2011.
На попису становништва 2011. године, општина Сисак је имала 47.768 становника, следећег националног састава:
| Попис 2011.‍       | Попис 2011.‍       | Попис 2011.‍ | Попис 2011.‍ | Попис 2011.‍ |
| ----------------- | ----------------- | ----------- | ----------- | ----------- |
|                   |                   |             |             |             |
| Хрвати            | Хрвати            |             | 40.590      | 84,97%      |
| Срби              | Срби              |             | 3.071       | 6,43%       |
| Бошњаци           | Бошњаци           |             | 1.646       | 3,45%       |
| Роми              | Роми              |             | 648         | 1,36%       |
| остали            | остали            |             | 1.198       | 2,50%       |
| Нису се изјаснили | Нису се изјаснили |             | 615         | 1,29%       |
| укупно: 47.768    |                   |             |             |             |

### Попис 2001.
- Хрвати: 43.402 (83,09%)
- Срби: 3.897 (7,46%)
- Бошњаци: 795 (1,52%)
- неопредељени: 1.611 (3,08%)

Обзиром на матерњи језик, 50.696 или 97,05% изјаснило се да им је матерњи језик хрватски. Према вероисповести, 41.204 или 78,88% изјаснило се као римокатолици, 2.537 или 4,86% као муслимани, 19 или 0,03% као православци, 2.389 или 4,57% као агностици или неопредељени, и 1.820 или 3,48% као атеисти.

### Попис 1991.
По попису становништва из 1991. године, општина Сисак је имала 84.348 становника, распоређених у 105 насељених места.
| година пописа | укупно | Хрвати          | Срби            | Југословени   | остали        |
| ------------- | ------ | --------------- | --------------- | ------------- | ------------- |
| 1991.         | 84.348 | 54.621 (64,75%) | 19.209 (22,77%) | 3.719 (4,40%) | 6.799 (8,03%) |

Бивша велика општина Сисак је новом територијалном организацијом у Хрватској укинута и формирани су: Град Сисак и општине: Лекеник, Мартинска Вес и Суња. У исто време из састава бивше општине Сисак издвојено је насељено место Пустике, које је ушло у састав општине Краварско, у Загребачкој жупанији, а Граду Сиску прикључена су два насељена места: Летованци и Маџари, која су се пре нове територијалне организације налазила у саставу бивше велике општине Петриња.
Према новој територијалној подели, национални састав 1991. године је био следећи:
| *                     | укупно | Хрвати          | Срби            | Југословени   | остали        |
| --------------------- | ------ | --------------- | --------------- | ------------- | ------------- |
| град Сисак (део)      | 60.999 | 39.924 (65,45%) | 12.017 (19,70%) | 3.157 (5,17%) | 5.901 (9,67%) |
| општина Лекеник       | 6.248  | 5.870 (93,95%)  | 121 (1,93%)     | 67 (1,07%)    | 190 (3,04%)   |
| општина Мартинска Вес | 4.643  | 4.386 (94,46%)  | 73 (1,57%)      | 37 (0,79%)    | 147 (3,16%)   |
| општина Суња          | 12.309 | 4.294 (34,88%)  | 6.996 (56,83%)  | 458 (3,72%)   | 561 (4,55%)   |
| нас. место Пустике    | 149    | 147 (98,65%)    | 2 (1,34%)       | 0             | 0             |

У односу на данашњи територијални састав Града Сиска, национални састав 1991. године је био следећи:
| година пописа | укупно | Хрвати          | Срби            | Југословени   | остали        |
| ------------- | ------ | --------------- | --------------- | ------------- | ------------- |
| 1991.         | 61.413 | 40.188 (65,43%) | 12.108 (19,71%) | 3.192 (5,19%) | 5.925 (9,64%) |

### Сисак (насељено место), национални састав

#### Попис 1991.
На попису становништва 1991. године, насељено место Сисак је имало 45.792 становника, следећег националног састава:
| Попис 1991.‍    | Попис 1991.‍  | Попис 1991.‍ | Попис 1991.‍ | Попис 1991.‍ |
| -------------- | ------------ | ----------- | ----------- | ----------- |
|                |              |             |             |             |
| Хрвати         | Хрвати       |             | 26.839      | 58,61%      |
| Срби           | Срби         |             | 10.829      | 23,64%      |
| Југословени    | Југословени  |             | 2.884       | 6,29%       |
| Муслимани      | Муслимани    |             | 2.322       | 5,07%       |
| Словенци       | Словенци     |             | 157         | 0,34%       |
| Албанци        | Албанци      |             | 101         | 0,22%       |
| Македонци      | Македонци    |             | 96          | 0,20%       |
| Роми           | Роми         |             | 91          | 0,19%       |
| Црногорци      | Црногорци    |             | 91          | 0,19%       |
| Чеси           | Чеси         |             | 82          | 0,17%       |
| Мађари         | Мађари       |             | 39          | 0,08%       |
| Украјинци      | Украјинци    |             | 22          | 0,04%       |
| Румуни         | Румуни       |             | 17          | 0,03%       |
| Немци          | Немци        |             | 15          | 0,03%       |
| Италијани      | Италијани    |             | 13          | 0,02%       |
| Словаци        | Словаци      |             | 11          | 0,02%       |
| Пољаци         | Пољаци       |             | 7           | 0,01%       |
| Грци           | Грци         |             | 6           | 0,01%       |
| Руси           | Руси         |             | 6           | 0,01%       |
| Русини         | Русини       |             | 6           | 0,01%       |
| Бугари         | Бугари       |             | 2           | 0,00%       |
| Јевреји        | Јевреји      |             | 2           | 0,00%       |
| Турци          | Турци        |             | 1           | 0,00%       |
| остали         | остали       |             | 24          | 0,05%       |
| неопредељени   | неопредељени |             | 1.327       | 2,89%       |
| регион. опр.   | регион. опр. |             | 45          | 0,09%       |
| непознато      | непознато    |             | 757         | 1,65%       |
| укупно: 45.792 |              |             |             |             |

## Култура и спорт
Док се у периоду пре 19. века не може говорити о некој већој културној делатности, од прве половине 19. века, потакнути и трговачким, а онда и индустријским напретком, развијају се најпре култура, па онда и спорт.

### Култура
У Сиску је 2. октобра 1839. године приказана прва позоришна представа на хрватском језику и штокавском нарјечју. Била је то драма Јуран и Софија или Турци под Сиском Ивана Кукуљевића Сакцинског. До тог времена представе су извођене на немачком или мађарском језику.
Данас у Сиску делује већи број културних институција:
- Културни центар „Кристална коцка ведрине“ је институција која покрива четири главне гране културе: позориште и музика, објављивање књига, изложбе, и кинематографију.
- Градски музеј Сисак смештен у Томиславовој улици, на месту где је некад била радионица мајстора Караса у којој је браварски занат изучио Јосип Броз Тито. Данас музеј садржи археолошку збирку преисторије; археолошку збирку антике; археолошку збирку раног средњег века; нумизматичку збирку; збирку 13-17. века; историјску збирку 18. и 19. века; историјску збирку 20. века. Уз то, музеј води бригу о Старом граду, згради Великог каптола и омогућује обилазак града уз стручну пратњу. Редовно се организују тематске изложбе и предавања. Музеј има и сопствене публикације.
- Музичка школа „Фран Лотка“ утемељена је 28. јуна 1894. одлуком краљевске земаљске владе, а након Другог светског рата поново је отворена 27. августа 1948. Од 1967. школа делује у згради некадашње сисачке синагоге. Данас је то јавна и уметничка школа с делатношћу основног и средњег музичког образовања.
- Позориште Д. А. С. К. А. и алтернативни културни центар Даскалиште делује од 1976, а по њему је Сисак постао међународно познат на подручју истраживачког, експерименталног позоришта. Ова се институција бави и драмским одгојем деце и младих.

Уз ове и друге институције, у Сиску делује и низ уметника из разних подручја. Ту је познати академски сликар Славко Штригл, а у припреми је отварање сталне поставе његове галерије.
Од 1995. делује и бенд The Bambi Molesters који свира garage и surf музику, а постигао је запажени успех у свету.

### Спорт
Град Сисак је традиционално везан уз спортске активности, а за нагласити је историјско значење неких спортских грана које су у Сиску први пута организоване, не само на подручју Републике Хрватске него и овом делу Европе. Међу таквим спортовима треба истакнути коњички спорт на подручју сисачког предграђа Галдова.
Име града Сиска везано је и уз први бициклистички клуб, прву хокејашку утакмицу, рвање, као и најстарији фудбалски клуб на подручју Републике Хрватске, који и данас делује.
Хрватски ногометни клуб „Сегеста“ основан је далеке 1906. године и у дугогодишњем деловању овај спортски колектив прошао је сва лигашка такмичења. Од 1992. до 1997. године члан је 1. хрватске фудбалске лиге, а од 1997. наступа у 2. и 3. лиге.
Уз фудбал и шах који је у 1998. години обележио 90 година организованог деловања, Сисак је познат и по куглачком, ронилачком, кошаркашком, као и борилачким спортовима, чији се представници такмиче у 1. односно 2. лигама и постижу запажене спортске резултате. Уз њих запажен је Хокејски клуб ИНА Сисак, а делују и Рагби клуб Сисак, Бејзбол клуб Сисак Строукс, рвачки клуб „Сисак“ и ватерполо клуб „Сисција“.
Укупан спортски живот одвија се на спортским објектима који су у саставу Спортско-рекреационог центра „Сисак“, градском фудбалском стадиону, затвореном олимпијском базену с дворанским просторима, отвореном клизалишту, четверостазној аутоматској куглани, и објектима који су изван спортске установе, фудбалском стадиону „Металац“, спортској дворани „Брезовица“, као и отвореним и затвореним спортским теренима предузећа за спортску делатност „Сисах“ д. д. и спортским дворанама.

## Образовање
Основне школе:
- ОШ Иван Кукуљевић Сакцински;
- ОШ 22. липња;
- ОШ Викторовац;
- ОШ Браћа Бобетко;
- ОШ Браћа Рибар;
- ОШ Галдово;
- ОШ Села;

Средње школе:
- Гимназија Сисак;
- Економска школа Сисак;
- Техничка школа Сисак;
- Индустријско-обртничка школа Сисак;
- Обртничка школа Сисак;
- Угоститељско-трговачка школа Сисак;
- Медицинска школа Сисак

Дислоцирани стручни студији:
- Пословна привреда (организује Економски Факултет Загреб);
- Примјена информацијске технологије у пословању (организује Факултет организације и информатике, Вараждин)

Високошколско образовање:
- Свеучилиште у Загребу — Металуршки факултет, Сисак

## Споменици и занимљивости
- Археолошки парк „Сисција“ — остаци зидина римске Сисције
- Стари град — тврђава из 16. века под којом се одиграла Битка код Сиска
- Црква св. Крижа у центру града (18. век)
- Црква св. Марије Магдалене у Селима крај Сиска
- Дрвена капелица св. Мартина из 17. века у Старом Броду
- Стари мост — зидани мост од камена и опеке из 1932.
- Велики и Мали каптол — некадашња свратишта каноника Каптола загребачког
- Стари кран — дрвена дизалица из старе сисачке луке, данас постављен као музејски примерак уз обалу Купе
- Лоњско поље — парк природе; мочварно подручје с познатим европским селом рода, Чигоћем
- Старо градско језгро с трговачким кућама и палатама у сецесијском стилу

## Познати људи
- Октавијан Август — освојио град
- Тома Бакач — победио Турке код Сиска
- Јанко Бобетко — хрватски генерал
- Норберт Вебер — утемељитељ Железаре
- Даворко Видовић — бивши министар у Влади и градоначелник Сиска, данас саборски заступник
- Никола Вујчић — српски песник
- Владо Јанић Цапо — командант Сисачког партизанског одреда, генерал-пуковник ЈНА и народни херој
- Свети Квирин Сисачки — сисачки бискуп
- Фрањо Ловрић — дугогодишњи градоначелник
- Људевит Посавски — кнез
- Антун Радић — хрватски политичар
- Стјепан Радић — хрватски политичар
- Вера Хорват-Пинтарић — историчарка уметности
- Мика Шпиљак — хрватски политичар и председник Председништва СФРЈ
- Славко Штригл — академски сликар
- Марио Валентић — хрватски глумац

## Партнерски градови
- Габрово
- Хајденхајм на Бренцу
- Ремхинген
- Сомбатхељ